# Bartramia mathildae
Bartramia mathildae là một loài rêu trong họ Bartramiaceae. Loài này được Müll. Hal. mô tả khoa học đầu tiên năm 1900.